# Рештаурадориш (станция метро)
«Рештаурадо́риш» (порт. Restauradores — Восстановители, Освободители) — станция Лиссабонского метрополитена. Одна из первых одиннадцати станций метро в Лиссабоне. Находится в центральной части города. Расположена на Синей линии (Линии Чайки) между станциями «Авенида» и «Байша-Шиаду». Открыта 29 декабря 1959 года. Станция трижды реконструировалась — в 1977 году были удлинены платформы и сооружён дополнительный вестибюль, в 1994 году был реконструирован северный вестибюль, а в 1998 году — южный вестибюль. Станция названа в честь площади, рядом с которой расположена — площади Рештаурадориш.

## Описание
По архитектуре станция напоминает другие станции-сверстники, не подвергшиеся существенной смены интерьера. Архитектор — Фалкано и Кунья, художник — Мария Кейл (первоначальный вид станции). При реконструкции в 1977 году архитектор — Саншеш Жоржи, художник — Рожериу Рибейру. В 1994 году архитекторы — Саншеш Жоржи и Дуарту Нуньо Симойнш, художник — Луиш Вентура (работа «Португалия — Бразилия: 500 лет — прибытие»). В 1998 году архитектор — Мануэль Понте, художник — Надир Афонсу, скульптор — Лагу Энрикеш.
В результате реконструкции 1998 года, облицовка работы Марии Кейл была полностью заменена, однако с тех пор стены станции украшают шесть картин работы Надира Афонсу: «Мадрид», «Париж», «Лондон», «Нью-Йорк», «Рио-де-Жанейро» и «Москва».
Станция имеет два подземных вестибюля (северный и южный), имеющих четыре выхода на поверхность (в том числе один на вокзал Росиу).

## Галерея

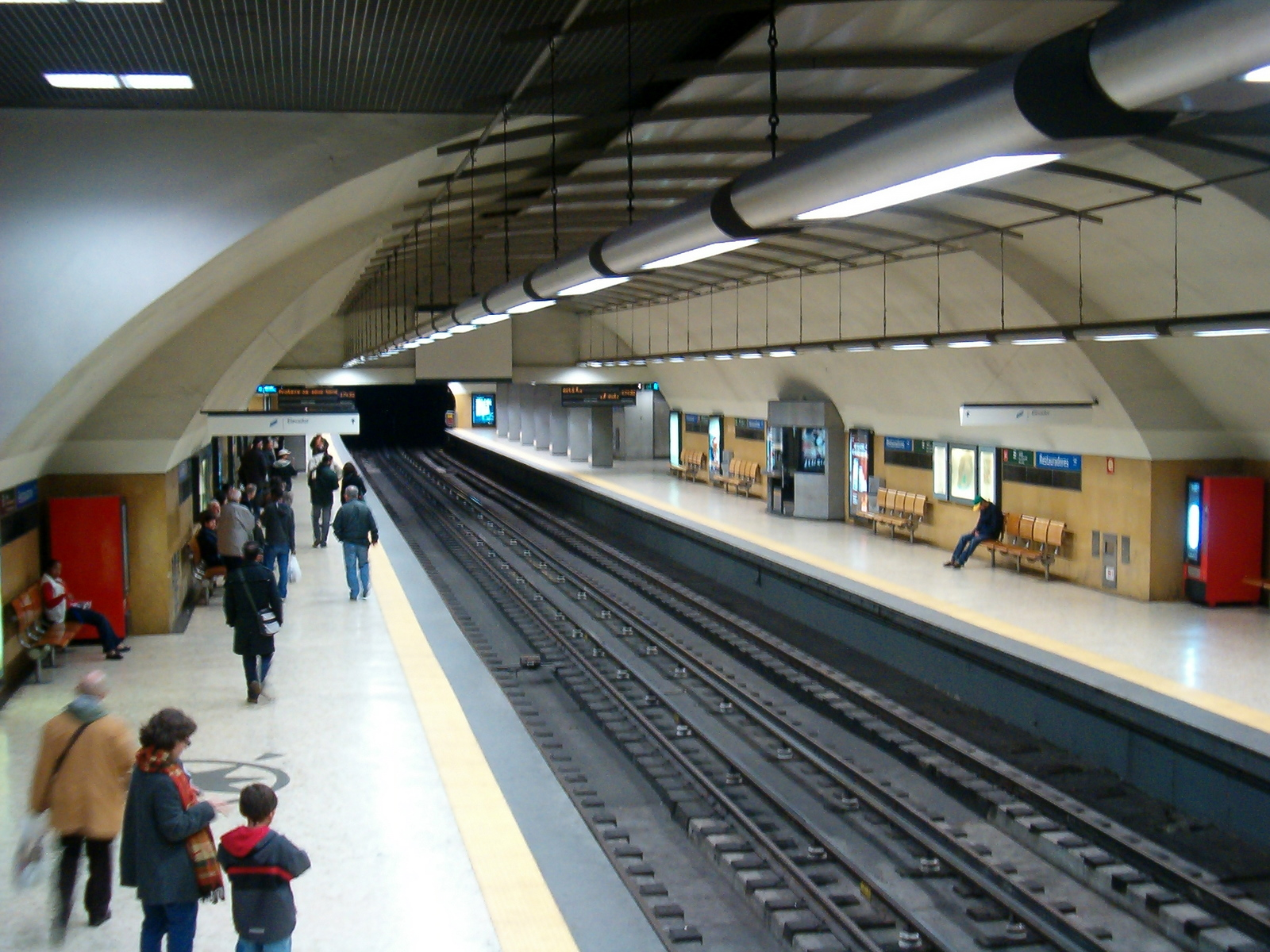
Главный зал и посадочные платформы
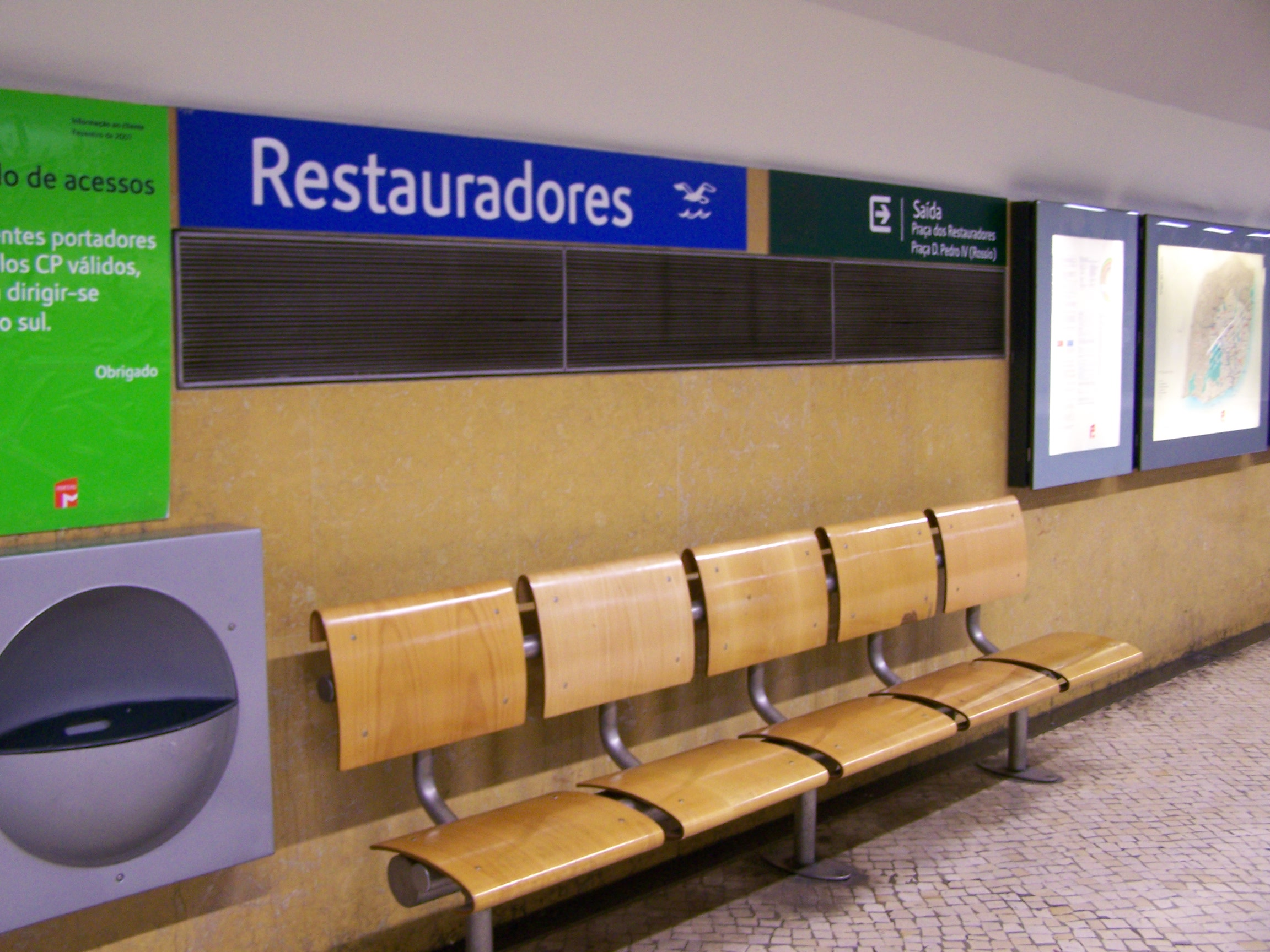
Сиденья на посадочной платформе
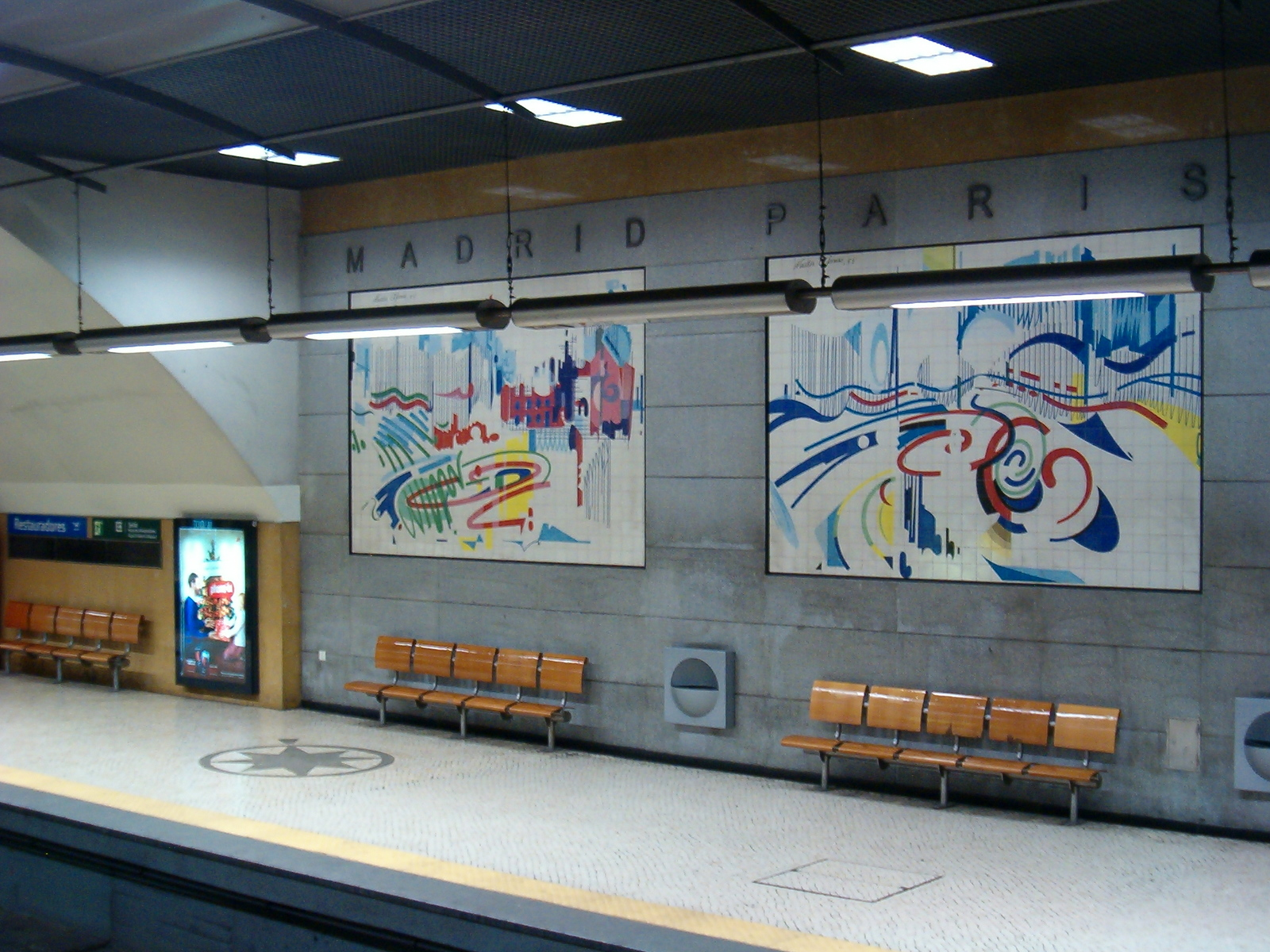
Картины «Мадрид» и «Париж»
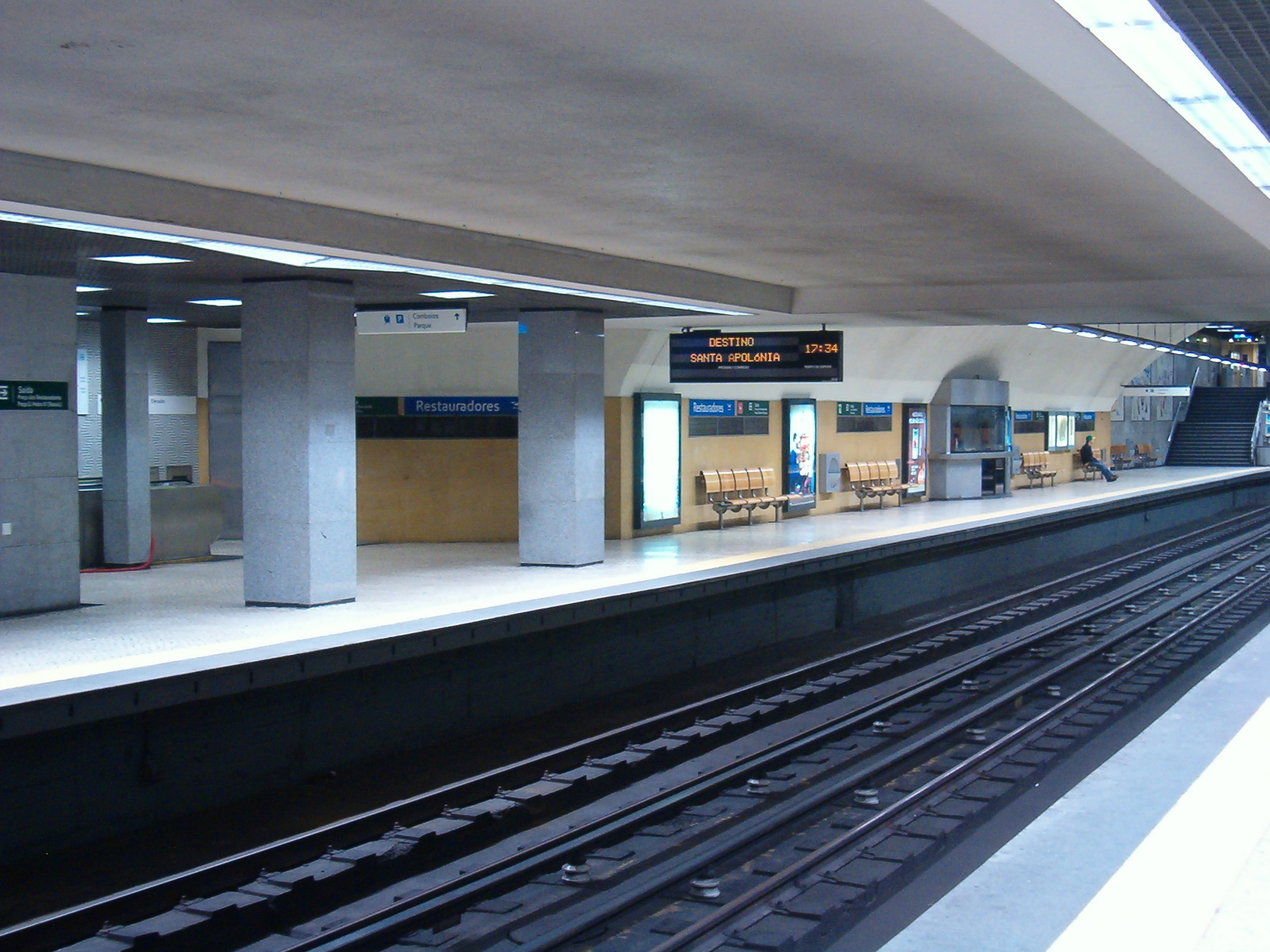
Посадочная платформа в направлении «Санта-Аполония»
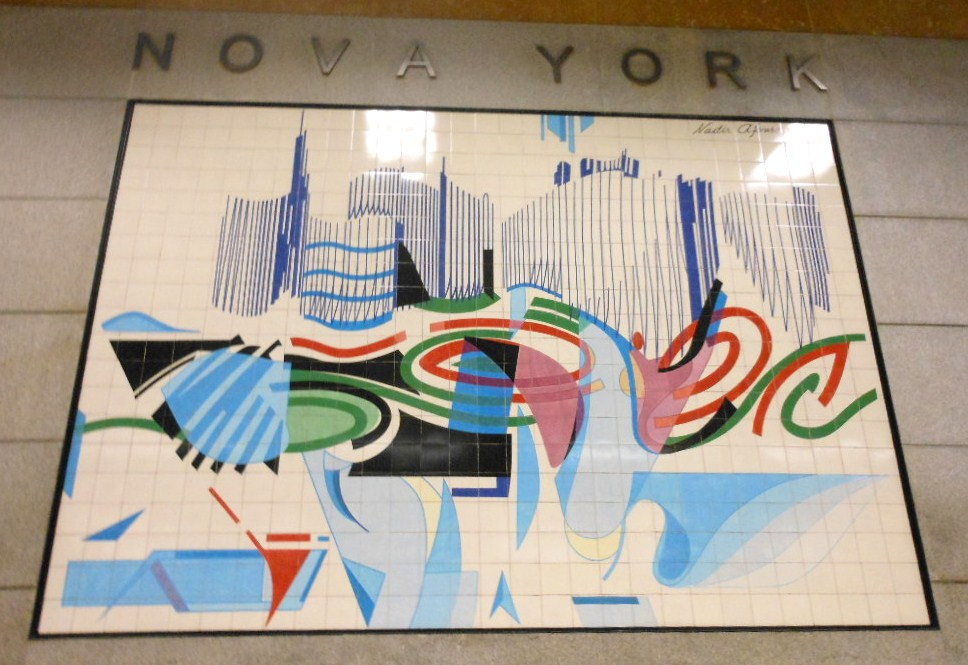
Картина «Нью-Йорк»
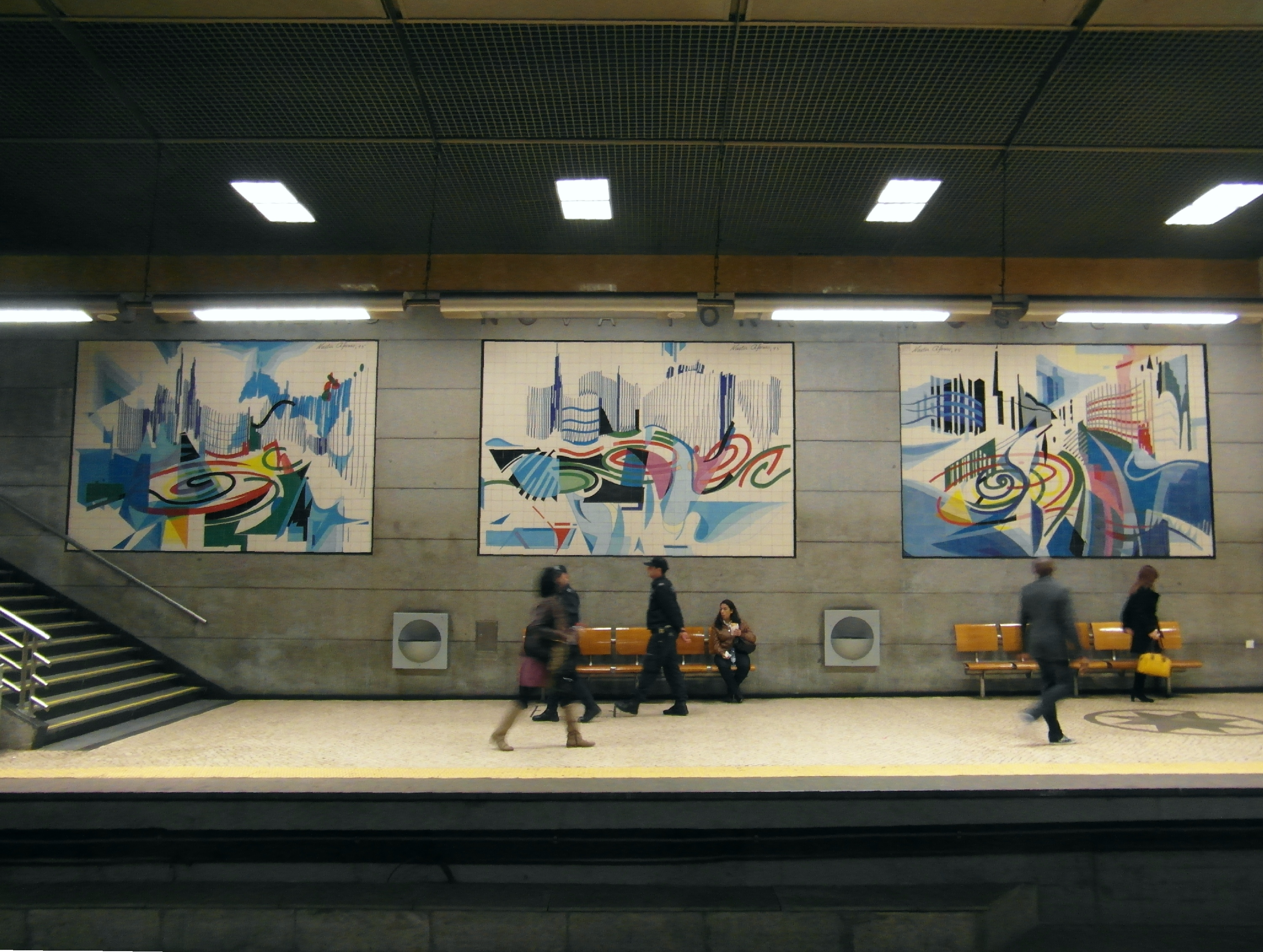
Картины (слева направо) «Рио-де-Жанейро», «Нью-Йорк» и «Москва».